# Ardisia pulchella
Ardisia pulchella är en viveväxtart som beskrevs av Carl Christian Mez. Ardisia pulchella ingår i släktet Ardisia och familjen viveväxter. Inga underarter finns listade i Catalogue of Life.